# Benjamin Leonidowitsch Batajen
Benjamin Leonidowitsch Batajen (russisch: Бенджамин Леонидович Батайен; * 1910; † 1989) war ein sowjetischer Radrennfahrer und nationaler Meister im Radsport.

## Sportliche Laufbahn
Batajen war als Bahnradsportler aktiv. Er war vielfacher Meister der Sowjetunion im Bahnradsport. So konnte er unter anderem den Titel im Sprint 1947 gewinnen. Auch im 500-Meter-Zeitfahren (1947) und im 1000-Meter-Zeitfahren (1947 und 1948) wurde er nationaler Titelträger. Mit Wiktor Grigorjewitsch Werschinin siegte er 1947 und 1948 in der Meisterschaft im Zweier-Mannschaftsfahren. Auch in für westliche Radsportnationen eher ungewöhnlichen Meisterschaftsrennen wie der 1000-Meter-Staffel für vier Fahrer war er 1947 erfolgreich.